# きつねと猟犬 (小説)
『きつねと猟犬』（きつねとりょうけん、原題: The Fox and the Hound）はダニエル・P・マニックスによって書かれた小説である。挿絵はジョン・シェーンヘルによる。 1歳になるまで人間に育てられたトッドというアカギツネとマスターとして知られている近所のハンターが飼っているコッパーというブラッドハウンドの物語である。トッドがマスターの最も大切にする猟犬の死亡の原因になってしまった後、マスターとコッパーがトッドを容赦なく狩る。これが人間たちの変えている世界やトッドの獲物を狩ったり、メスを追いかけたり、縄張りを守ったりする毎日生活と対照する。小説を書く前の準備として、マニックスが飼いならされたキツネおよび野生のキツネや様々な狩りの仕方や猟犬がどうキツネを追っているかを学習した。この研究をした理由は、登場人物が現実的に行動できることである。
1967年に小説が「ダットン動物文学賞」を受賞した後、9月11日に「E・P・ダットン」によって出版された。それに、1967年に「リーダーズ・ダイジェスト」のブッククラブの選んだ本になり、「アセーニアム文学賞」を受賞した。評論家の受けがよかった。評論家が小説の詳細やマニックスの文調を褒めた。小説がダットン動物文学賞を受賞した時「ウォルト・ディズニー・カンパニー」が映画上映権を購入したが、1977年まで映画の製作が始まらなかった。小説の内容とは大分変わったが、ディズニーの『きつねと猟犬』が1981年7月に公開されたとき、大当たりとなった。

## あらすじ
マスターが田舎で猟犬の群れを飼っていた。群れの中でコッパーというブラッドハウンドの交配種が一番好きだった。しかし、今コッパーがチーフという若く、速いブラック・アンド・タン・クーンハウンドに脅かされる。コッパーが群れのリーダーという役割を引き継ぐチーフのことが嫌いのだ。熊狩りのとき、コッパーが怖いうちに、チーフがマスターを熊から守る。マスターがコッパーを無視しながら、チーフを褒めそやす。コッパーの憎しみや嫉妬が募っていく。
トッドは家族を殺した人間のハンターたちの1人に育てられたアカギツネである。トッドが当初この生活を楽しんでいるが、性的成熟が起こると野生に帰る。野生生活の1年間に、縄張りを作り始め、近所の牧場の猟犬に駆られないための技法を習う。ある日、トッドがマスターの家を見つけ、自分の存在がつないだ犬を逆上させる。からかうのを楽しみ始めるが、ある日チーフがつないだ鎖を切り、トッドを追いかける。マスターが犬の逃亡を見かけ、コッパーと一緒に辿る。チーフが巧みにキツネを追いながら、トッドが電車が接近する時の鉄道に逃げる。トッドはぎりぎりまで待って飛び出したが、チーフは電車にひき殺された。 
マスターはチーフの死を悲しみ、コッパーにトッド以外のキツネを無視することを教える。これからずっと、復讐するために男と犬が様々な技法を使いながらキツネを狩る。各狩り、猟犬とキツネが裏をかきあう仕方を習うが、毎回トッドが結局逃げる。トッドが年上のメスのキツネとつるみ、1腹の子ギツネが生まれる。子ギツネが大人になる前、マスターが巣を見つけ、子ギツネをガスで殺した。その冬、マスターがトラバサミを仕掛ける。トッドが取らない仕方を分かるようになるが、メスが取って殺される。1月にトッドが新しいメスに会い、もう1腹の子ギツネが生まれる。マスターがウサギの鳴きまねをしながら、動かずに森に座る。この方法で子ギツネを殺す。そして、傷ついた子ギツネの鳴きまねをすることで、メスを殺せる。
年が経つにつれて、田舎が徐々に都市部に変わっていく。新しい建物や道路などが建てられ、農家は追い出されていく。多くの野生動物が残ったものの、狩りが段々難しくなる。それでも、生息地なので、トッドがとどまる。他のキツネが不健康の腐食動物になり、生活が変わる。例えば、家族として生活することの代わりに、キツネの2人はつるむ後に分ける。今、マスターが多くの田地を失い、飼っている犬はコッパーしかいない。毎年の冬、またトッドを狩る。マスターの生活の中で、変わっていないことはこれだけだから、毎年トッドの狩りを楽しみにする。
マスターがお酒を飲んで、時間を過ごす。周りの人が犬禁止の老人ホームに引っ越すのを勧め始める。ある夏、狂犬病がキツネの間で流行する。感染したキツネの1匹が人間の子供たちを襲った後、両親たちがマスターにキツネを殺すのを手伝わないかを頼む。マスターがキツネをできるだけ殺すためにトラバサミや毒薬を使う。しかし、毒薬が家畜も殺す。人間の子供が毒薬を食べたせいで死んでしまった後、人間が全ての毒薬を除く。そして、マスターがキツネを森から出し、撃てるためにたくさんの人が森に真っ直ぐ歩いていくという計画を立てる。狩猟用グレイハウンドを使う警告もある。年を取っているトッドが毎回逃げる。
ある朝、トッドがグレイハウンドから逃げた後、マスターがコッパーに「トッドを狩れ」と教える。その日と次の朝も、コッパーが容赦なくキツネの跡を追っている。トッドが結局疲労で死ぬ。コッパーも疲れ切って倒れる。マスターはコッパーが全快するまでいたわる。マスターとコッパーはたいへん人気があるが、２ヶ月ぐらいが立ってからその人気が衰える。マスターがもう一度寂しくなり、お酒を飲みすぎるようになる。老人ホームに引っ越すことがまた勧められるが、今回は頷く。泣きながら、壁から猟銃を取る。コッパーを家の外へ連れ、やさしく撫で、「伏せ」と命令する。コッパーが信用して手を舐めながら、マスターはコッパーの目を覆う。

## 執筆
キツネの行動や習性を現実的に映し出したかったので、マニックスが1年間自宅で飼っていた2匹のキツネを学習した。マニックスはこのキツネが「狩ったり、戦ったり、つるんだり、普通の生活をするのを見るぐらい馴れた」と言った。それに、キツネの生き方をきちんと分かるために、野生のキツネの学習もハンターやウォーデンや猟犬のマスターなどのインタビューも行った。マニックスが小説の後書きにこの研究を論じる。小説の内容があり得ないと言われないように、自分で行った野生のキツネの見学や他の人のキツネに関する話を書く。トッドのハンターから逃げる方法と言えば、マニックスが小説の基にする自分で見たキツネの行動や他の人が伝わった話を書き表す。例えば、マニックスによる、キツネが本当に羊や牛の群れの中に走り抜けないと言われることがあるが、自分の目で部屋の窓から見たことがあるそうだ。トッドが電車が接近する時に鉄道に逃げることは、ペンシルバニア州のソーンデール町に近いウィットフォードセールズという地域のマスターがマニックスに伝わった話を基にする。このマスターがキツネがよくこの方法で猟犬を死なせるので、その地域で狩れないようになった。
マニックスは人間が動物の心や刺激を知れないので、擬人化を避けられないと感じた。マニックスは動物が人間と比べると初歩的な理性があるが、人間と動物の考え方が違うと思った。狩りの描写の説明の中で、人間と違う嗅覚がある猟犬がどう他の動物の匂いに反応する。
コッパーが最後にトッドを狩る話を語る最後の章はボストンという1歳2か月のブラッドハウンドとフォックスハウンドの雑種とオールドボールディーというキツネの話を基にした。ハンターの中で、オールドボールディーはたくさんの猟犬を走り抜けるキツネとして知られている。マニックスが「レクリエーション」という雑誌でこの話を読んだ。記事では、1887年10月にボストンが1日半ボールディーというキツネを80キロに渡って追った。マニックスによると、ボストンとボールディーが一緒に亡くなり、一緒に葬った。「レクレーション」の記事では、ボストンが助かったが、完全に治ってなく3歳で亡くなった。コッパーはマニックスと一緒に狩りをしたビー・ディー・アトキンスという有名な猟犬の調教師の一番好きな猟犬を基にした。小説に出る人間のキャラクターはアリゾナ州のツーソンにあるオロバレーに住んでいる人の生活や癖を基にした。
1967年に、「E・P・ダットン」がマニックスの未発表の小説を新しい作家向けの最高の動物に関する本を見つけるための「ダットン動物文学賞」の勝者として選んだ。マニックスが1万ドルを受け取り、小説が1967年9月11日に「E・P・ダットン」によってアメリカ合衆国で出版された。同時に、カナダで「クラーク・アーウィン・アンド・カンパニー」によって出版された。1971年に「ポケット・ブックス」によって再刊された。アメリカ合衆国とカナダ以外、この小説は12か国で出版された。例えば、1968年にフィンランドの「オタヴァ」とドイツの「ホフマン・アンド・カンペ」から出版された。

## 評価
1967年に『きつねと猟犬』は「リーダーズ・ダイジェスト」のブッククラブの選んだ本になり、「リーダーズ・ダイジェスト」の出版社が要約版を出版した。同年に「アセ―ニアム文学賞」を受賞した。
アメリカ図書館協会の「ブックリスト」はこの小説が動物についての本の中で最も素晴らしい作品の1つと述べ、面白い心理学、珍しく美しい文体とあまり知られていない狩りと動物に関する話の組み合わせを賞賛した。「ブックリスト」によると、「パブリッシャーズ・ウィークリー」は小説が「大変お勧め」で、動物の世界の素晴らしい描写だと述べた。小説のレビューの中で、ウィリアム・B・ヒルは「本当にいい小説」と書いた。ヒルが小説の単純さや動物がたとえ話ではなく現実的なキャラクターということなどを賞賛した。小説の内容が詳しすぎると思った部分もあったが、一般的に面白いキャラクターがいる信用できる魅力的な話だと思った。
プラサービル（カリフォルニア州）の「マウンテン・デモクラット」という新聞のロバート・ラムゼーは小説の話がいつも面白く、トッドとコッパーが忘れられないぐらいいい主人公だと述べた。ダットンの文学賞に値する小説だと思い、マニックスの動物の世界を分かって描くする能力を賞賛した。「カソリック・ライブラリー・ワールド」の評論家はマニックスがキツネの生活を分かり、この小説が読むのが楽しいと述べた。リチャード・アルデン・ナイトという小説家とスポーツ選手はこの小説が今まで読んだ動物の考え方に関する本を超えると賞賛した。ナイトは天敵の話は感情を込めて良く伝わると思った。「レディング・イーガール」の評論家はマニックスが読者は自分がトッドかコッパーだと感じるぐらい素晴らしく話を書くだと思った。この評論家によると、キツネと猟犬の劇的な反対のおかげで、話がとても面白くなるそうである。

## 映画版
『きつねと猟犬』が「ダットン動物文学賞」を受賞した時、「ウォルト・ディズニー・ピクチャーズ」が上映権を購入した。1977年に映画の製作が始まった。1200万ドルがかかり、その時まで最も高いアニメーション映画になってしまう。
子供や家族向けの映画を作るために、小説の話は多く変わった。制作が完全する1981年まで、可能性の低い友情という話になってしまった。映画の内容は天敵のはずの動物が社会がたまに自分の気持ちを超え、役割を押し付けるのを習うことである。